# 岡村宗二
岡村宗二（おかむら そうじ、1949年5月- ）は、日本の経済学者、大東文化大学教授。

## 略歴
群馬県太田市生まれ。立教大学経済学部卒、同大学院修士課程修了。上武大学助教授をへて、大東文化大学助教授、1989年教授となる。

## 著書
- 『経済学のための数学入門』同文館出版 やさしい経済教室　1987
- 『経済学のための数学応用』同文館出版 やさしい経済教室　1994
- 『マクロ経済分析の視座』勁草書房 2001
- 『経済学の考え方・学び方』同文舘出版 2002
- 『ファンダメンタルマクロ経済学』中央経済社 2005

### 共編著
- 『やさしい経済学』編 中央経済社 1981
- 『現代経済学総論』中本博皓、千葉康弘,片平光昭共著 税務経理協会 1990
- 『経済学によく出てくる数学』加藤正昭共著 同文舘出版 2006
- 『信頼と安心の日本経済』編著 勁草書房 2008

翻訳
- ピーター・ホーウィット『新地平のマクロ経済学 ケインズとシュムペーターの再考』齊藤誠,北村宏隆共編訳 勁草書房 1996

## 論文
- <岡村宗二